# Титова Вікторія Вікторівна
Вікто́рія Ві́кторівна Тито́ва (Тітова) (* 1971) — українська фехтувальниця, призерка чемпіонатів світу та Європи. Майстер спорту України міжнародного класу.

## З життєпису
Народилася 1971 року. Вихованка Олімпійського коледжу імені Івана Піддубного.
Брала участь у змаганнях зі шпагами серед жінок на літніх Олімпійських іграх 1996 року. Виграла три бронзові медалі на Чемпіонаті світу з фехтування — Чемпіонат світу з фехтування 1991 (Будапешт); -1993 (вона та Алла Миронюк, Гульнара Тухтарова, Анна Гаріна; Ессен) і -1998 (Ла-Шо-де-Фон). Також виграла срібло на Чемпіонаті Європи з фехтування-1998.
Учасниця Олімпіади в Атланті.
Станом на 2021 рік проживає у Києві, полковник прикордонних військ України.